# مس سرتششمة
مس سرتششمه (رفسنجان) (بالفارسية: مس سرچشمه) هي مدينة تقع في إيران في البلدة المركزية. يقدر عدد سكانها بـ 8,451 نسمة .